# Xlib

Xlib і інші бібліотеки, що її використовують

Xlib (libX11, X library — бібліотека X) — програмна бібліотека функцій клієнта системи X Window (X11), написана на мові Сі. Містить функції для взаємодії з так званим  X-сервером.  Бібліотека дозволяє використовувати вищий рівень абстракції, без знання деталей роботи основного протоколу системи X Window.
Деякі користувацькі програми використовують Xlib безпосередньо (наприклад, Opera), інші використовують спеціальні інструментарії «віджетів» — «надбудови» над базовою бібліотекою Xlib:
- Вбудовані засоби (Xt)
- Набір віджетів Athena (Xaw)
- Motif
- GTK+
- Qt (версія для X11)
- wxWidgets

Бібліотека Xlib з'явилася близько 1985 року і натепер використовується як основа і як основний графічний інтерфейс користувача в багатьох Юнікс-подібних операційних системах.
Як альтернативу можна відзначити бібліотеку XCB, спробу розробки заміни Xlib.

## Функції XLib
Функції XLib можуть бути згруповані в декілька категорій: 
- Операції управління з'єднанням з X сервером, такі як XOpenDisplay, XCloseDisplay
- Запити X серверу, такі як XCreateWindow, XCreateSimpleWindow, XCreateGC, XCreateColomap
- Операції клієнтської частини, такі як управління подіями: XNextEvent, або операції з локальними даними XCreateImage

## Приклад програми
Наступний приклад програми встановлює з'єднання з X сервером і виводить на екран вікно з привітанням:
```
 
/*

  Компілюється таким рядком:   cc test.c -o test -lX11

 */

 
#include
 
<X11/Xlib.h>

 
#include
 
<stdio.h>

 
#include
 
<stdlib.h>

 
#include
 
<string.h>

 
#include
 
<errno.h>

 
extern
 
int
 
errno
;

 
int
 
main
 
(
void
)
 
{

   
Display
 
*
d
;

   
Window
 
w
;

   
XEvent
 
e
;

   
char
 
*
msg
 
=
 
"Hello, World!"
;

   
int
 
s
;

   
/* З'єднатися з X сервером, якщо X сервер на віддаленій машині

    * слід дозволити на машині, де запущений X Server 

    * віддалені з'єднання командою xhost+ (дивись man xhost)

    */

    
if
 
((
d
 
=
 
XOpenDisplay
(
getenv
(
"DISPLAY"
)))
 
==
 
NULL
)
 
{

	
printf
 
(
"Can't connect X server: %s
\n
"
,
 
strerror
 
(
errno
));

	
exit
 
(
1
);

    
}

   
s
 
=
 
DefaultScreen
 
(
d
);

   
/* Створити вікно */

   
w
 
=
 
XCreateSimpleWindow
 
(
d
,
 
RootWindow
 
(
d
,
 
s
),
 
10
,
 
10
,
 
200
,
 
200
,
 
1
,

                           
BlackPixel
 
(
d
,
 
s
),
 
WhitePixel
 
(
d
,
 
s
));

   
/* На які події будемо реагувати */

   
XSelectInput
 
(
d
,
 
w
,
 
ExposureMask
 
|
 
KeyPressMask
);

  
/* Вивести вікно на екран */

   
XMapWindow
 
(
d
,
 
w
);

   
/* Нескінчний цикл обробки подій */

   
while
 
(
1
)
 
{

     
XNextEvent
 
(
d
,
 
&
e
);

    
/* Перерисувати вікно */

     
if
 
(
e
.
type
 
==
 
Expose
)
 
{

       
XFillRectangle
 
(
d
,
 
w
,
 
DefaultGC
 
(
d
,
 
s
),
 
20
,
 
20
,
 
10
,
 
10
);

       
XDrawString
 
(
d
,
 
w
,
 
DefaultGC
(
d
,
 
s
),
 
50
,
 
50
,
 
msg
,
 
strlen
 
(
msg
));

     
}

   
/* При натисканні кнопки-вихід */

     
if
 
(
e
.
type
 
==
 
KeyPress
)

       
break
;

   
}

  
/* Закрити з'єднання з X сервером */

   
XCloseDisplay
(
d
);

   
return
 
0
;

 
}

```

Клієнт (програма) створює з'єднання з X сервером функцією XOpenDisplay, в яку передається вказівник на DISPLAY, визначений через змінну середовища виконання.  У UNIX це можна зробити командою export DISPLAY = ".0:0".  Як змінну DISPLAY можна вказати і віддалену машину з запущеним X сервером.  Функція (макрос) DefaultScreen вибирає поточний екран (в X Window може бути декілька екранів), XCreateSimpleWindow створює вікно, а XSelectInput визначає події, на які вікно має реагувати. XMapWindow виводить вікно на екран, а XNextEvent вибирає з черги подію, яку вище було визначено.  При подію Expose у вікні малюється прямокутник і виводиться рядок "Hello World!".  При натисканні клавіші на клавіатурі програма завершує роботу.

## Реалізації
Xlib створено для Unix-подібних операційних систем, тому інших платформ було створено власні реалізації:
- для Windows: Cygwin, WSL
- для Mac OS: XQuartz[en]
- для iOS: Cydia
- для Haiku: Xlibe[2] (створена на основі експериментальної BeXlib для BeOS[3])
- для Android: androix-lib-libx11[4], libx11-android[5], Termux (з плагіном Termux X11[6])
- python-xlib — імплементація Xlib на мові Python[7][8]